# Hymenophyllum subrigidum
Hymenophyllum subrigidum är en hinnbräkenväxtart som beskrevs av Christ. Hymenophyllum subrigidum ingår i släktet Hymenophyllum och familjen Hymenophyllaceae. Inga underarter finns listade.